# La finta giardiniera
La finta giardiniera (tiếng Việt: Cô gái làm vườn giả mạo) là vở opera hài 3 màn của nhà soạn nhạc thiên tài người Áo Wolfgang Amadeus Mozart. Người viết lời cho vở opera này có lẽ là Giuseppe Petrosellini. Tác phẩm được sáng tác vào năm 1774, trình diễn lần đầu tiên tại Munich vào năm 1775.